# Piotr Jaroszewicz
Piotr Jaroszewicz GColIH (Nieśwież, 8 de outubro 1909 — Varsóvia, 1 de setembro de 1992) foi uma figura política polonesa após a Segunda Guerra Mundial. Ele serviu como primeiro-ministro da Polônia entre 1970 e 1980. Depois de ser forçado a deixar o cargo, ele viveu tranquilamente em um subúrbio de Varsóvia até seu brutal assassinato em 1992.

## Vida e carreira
Jaroszewicz nasceu em 8 de outubro de 1909 em Nieśwież, no governadorado de Minsk do Império Russo (atual Bielorrússia). Depois de terminar o ensino médio em Jasło, ele começou a trabalhar como professor e diretor em Garwolin. Após a eclosão da Segunda Guerra Mundial e da aliança nazi-soviética estabelecida pelo Pacto Molotov-Ribbentrop e se mudou para a zona ocupada pelos soviéticos da Polônia. Diz-se que ele foi diretor do ginásio Pinsk. No entanto, em 10 de julho de 1940, ele foi deportado de Stolin para Slobodka, região de Krasnoborski, Arkhangelsk, junto com sua primeira esposa Oksana Gregorevna (nascida em Salov / Calow em 1914) e sua filha Olila (nascida em 1940). Em 1943, ele se juntou ao primeiro exército polonês do general Zygmunt Berling. No ano seguinte, ingressou no Partido dos Trabalhadores Poloneses e foi promovido a vice- comandante político do 1º Exército.
Após a guerra, ele se tornou vice-ministro da defesa (1945–1950). Desde 1956 ele era o embaixador polonês no COMECON. Ao mesmo tempo, entre 1952 e 1970, ele atuou como vice-primeiro-ministro da Polônia e, por um breve período (1954-1956), como ministro da indústria de mineração. Jaroszewicz era membro do Comitê Central do Partido dos Trabalhadores Unidos Polonês desde sua criação em 1948 e desde 1964 ele também foi membro do Bureau Político. De dezembro de 1970 a fevereiro de 1980, ele foi o primeiro-ministro da Polônia. As políticas econômicas de Jaroszewicz e Edward Gierek levaram a uma onda de protestos em 1976 e 1980. Em 1980, ele desistiu de todos os seus cargos no partido e foi expulso do partido no ano seguinte.
A 16 de Março de 1976 foi agraciado com o Grande-Colar da Ordem do Infante D. Henrique de Portugal.

## Morte
Após sua saída do cargo e do partido, Jaroszewicz e sua segunda esposa, Alicja Solska, se estabeleceram no subúrbio de Anin, em Varsóvia. O casal se mantinha isolado e não se socializava muito. Jaroszewicz era obcecado por segurança; ele instalou uma cerca de 3,3 metros com arame farpado em volta da villa. Quando ele caminhava com o Rottweiler, dizem os vizinhos, ele costumava levar uma pistola com ele.
Apesar dessas medidas, o filho deles, Jan Jaroszewicz, encontrou o casal assassinado quando entrou na casa em 3 de setembro de 1992. Gás venenoso foi usado para incapacitar o cão. O corpo de Jaroszewicz, encontrado em seu escritório no andar de cima, tinha o cinto que foi usado para estrangulá-lo intacto, preso a um machado de gelo antigo de sua coleção. Os agressores também o espancaram, mas também enfaixaram os ferimentos.
O corpo de Solska estava bem próximo ao do marido. Suas mãos foram amarradas atrás das costas, e ela foi baleada na cabeça à queima-roupa com um dos rifles de caça do casal. investigadores acreditam que ela já havia conseguido ferir um dos assassinos durante uma luta com ele ou ela, já que sangue dela e de um indivíduo desconhecido foram encontrados em outro cômodo da casa.
Os assassinos pareciam ter revistado todos os cômodos da casa. No entanto, eles pegaram apenas o que se presumia serem documentos de um cofre. Valiosas moedas antigas e obras de arte foram deixadas para trás, sugerindo que os ladrões, apesar do que parecia ter sido uma preparação extensa, não eram motivados por ganhos financeiros.

Amigos e familiares disseram que Jaroszewicz estava agindo ainda mais paranoico do que o normal nos dias anteriores aos assassinatos, que foram determinados como tendo ocorrido em 1º de setembro, dois dias antes dos corpos serem descobertos. Os assassinatos receberam ampla atenção da mídia na Polônia, devido à liderança anterior de Jaroszewicz e à brutalidade do crime, que não era visto desde a Segunda Guerra Mundial. Na ausência de pistas sólidas, circularam teorias de que os assassinos estavam em busca de informações para chantagear líderes do Solidariedade ou vítimas do regime comunista em busca de vingança e / ou evidências de crimes passados.